# Roberto Suárez Pier
Roberto Suárez Pier (Oleiros, A Coruña, 16 de febrer de 1995), més conegut com a Róber, és un futbolista professional gallec que juga com a defensa central pel Real Sporting de Gijón.

## Carrera de club
Róber es va formar al planter del Deportivo de La Coruña. Va debutar com a sènior amb el Deportivo de La Coruña B el 2012, a la tercera divisió.
Róber va debutar amb el primer equip el 2 de desembre de 2015, jugant com a titular en una victòria per 2–1 a fora contra la UE Llagostera, a la Copa del Rei 2015-16. Va debutar a La Liga el 12 de març de 2016, entrant a la segona part en substitució d'Álex Bergantiños en una derrota per 0–3 a fora contra l'Atlètic de Madrid.
El 6 de juliol de 2016, Róber fou cedit al Llevant UE de la segona divisió, per un any. Va marcar el seu primer gol com a professional el següent 13 de maig, el segon del seu equip, en una victòria per 2–1 a casa contra el Girona FC.
El 2 d'agost 2017, després d'arribar a la promoció a primera, Róber va renovar amb el Dépor fins al 2020 i immediatament retornà cedit per un any al Llevant. El següent 7 de juliol la cessió es va ampliar una temporada més.
El 2 de setembre de 2019, Róber signà contracte permanent per quatre anys amb els Granotes.